# NGC 5174
NGC 5174 (również NGC 5162, PGC 47346 lub UGC 8475) – galaktyka spiralna z poprzeczką (SBc), znajdująca się w gwiazdozbiorze Panny. Jest to galaktyka z aktywnym jądrem typu LINER.
Odkrył ją William Herschel 15 marca 1784 roku. 19 kwietnia 1887 roku zaobserwował ją Lewis A. Swift, lecz przy podawaniu pozycji popełnił błąd w rektascensji wielkości jednej minuty, w wyniku czego John Dreyer przy zestawianiu swojego katalogu uznał, że Swift odkrył inny obiekt i skatalogował obserwację Herschela jako NGC 5174, a Swifta jako NGC 5162.
W galaktyce tej zaobserwowano supernową SN 2007cd.